# Szumiąca (województwo lubuskie)
Szumiąca (niem. Schindelmüehl) – wieś w Polsce położona w województwie lubuskim, w powiecie międzyrzeckim, w gminie Międzyrzecz.
W latach 1975–1998 miejscowość położona była w województwie gorzowskim.

## Obiekty zabytkowe, nieruchome
- Kościół pw. św. Józefa, murowany z 1894 r.

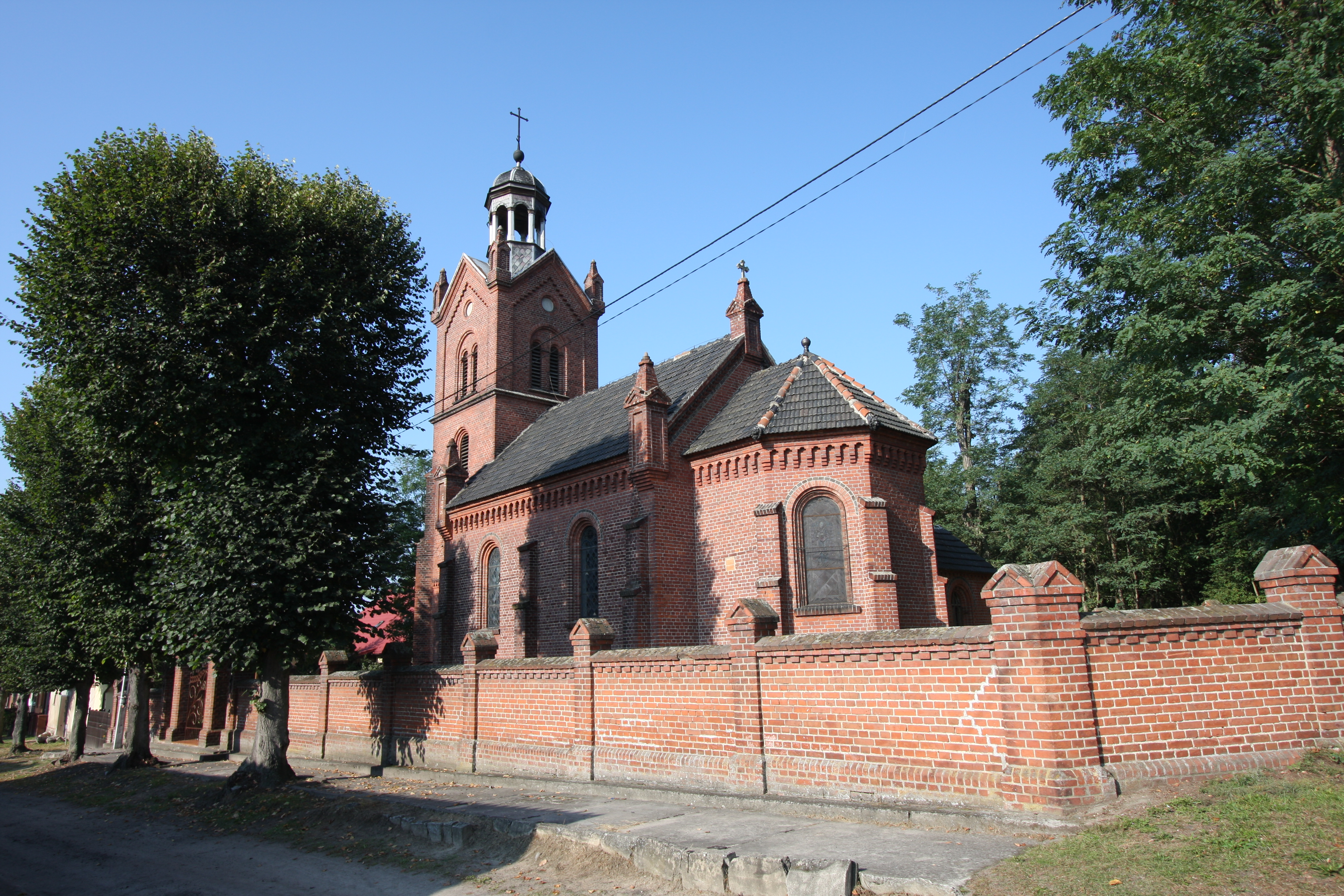
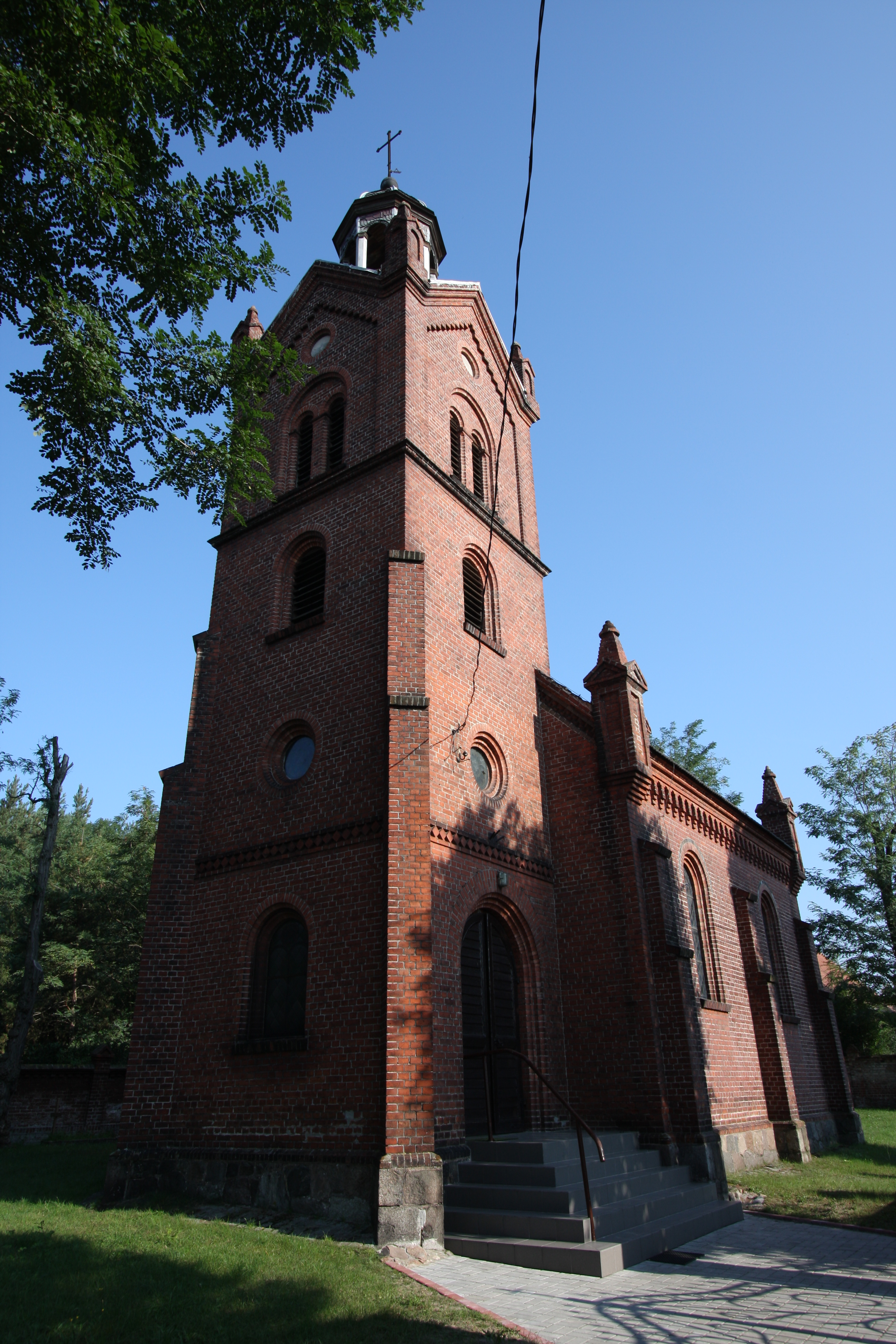